# Vaina Loca
 (février 2021).
La mise en forme du texte ne suit pas les recommandations de Wikipédia : il faut le « wikifier ».
Les points d'amélioration suivants sont les cas les plus fréquents :
- Les titres sont pré-formatés par le logiciel. Ils ne sont ni en capitales, ni en gras.
- Le texte ne doit pas être écrit en capitales (les noms de famille non plus), ni en gras, ni en italique, ni en « petit »…
- Le gras n'est utilisé que pour surligner le titre de l'article dans l'introduction, une seule fois.
- L'italique est rarement utilisé : mots en langue étrangère, titres d'œuvres, noms de bateaux, etc.
- Les citations ne sont pas en italique mais en corps de texte normal. Elles sont entourées par des guillemets français : « et ».
- Les listes à puces sont à éviter, des paragraphes rédigés étant largement préférés. Les tableaux sont à réserver à la présentation de données structurées (résultats, etc.).
- Les appels de note de bas de page (petits chiffres en exposant, introduits par l'outil «  Source ») sont à placer entre la fin de phrase et le point final[comme ça].
- Les liens internes (vers d'autres articles de Wikipédia) sont à choisir avec parcimonie. Créez des liens vers des articles approfondissant le sujet. Les termes génériques sans rapport avec le sujet sont à éviter, ainsi que les répétitions de liens vers un même terme.
- Les liens externes sont à placer uniquement dans une section « Liens externes », à la fin de l'article. Ces liens sont à choisir avec parcimonie suivant les règles définies. Si un lien sert de source à l'article, son insertion dans le texte est à faire par les notes de bas de page.
- La présentation des références doit suivre les conventions bibliographiques. Il est recommandé d'utiliser les modèles {{Ouvrage}}, {{Chapitre}}, {{Article}}, {{Lien web}} et/ou {{Bibliographie}}. Le mode d'édition visuel peut mettre en forme automatiquement les références.
- Insérer une infobox (cadre d'informations à droite) n'est pas obligatoire pour parachever la mise en page.

Pour une aide détaillée, merci de consulter Aide:Wikification.
Si vous pensez que ces points ont été résolus, vous pouvez retirer ce bandeau et améliorer la mise en forme d'un autre article.
Singles par Ozuna
Casualidad
(2018) Mi Dijeron
(2018)
Singles par Manuel Turizo
Esperándote
(2017) Culpables
(2018)
Vaina Loca est une chanson du chanteur portoricain Ozuna et du chanteur colombien Manuel Turizo sortie en tant que deuxième single de l'album d'Ozuna Aura le 28 juin 2018.

## Performance commerciale
En Amérique latine, "Vaina Loca" atteint le top 10 en Argentine et au Porto Rico.
En Europe, la chanson atteint la 30e place en Italie ce qui en fait le septième top 30 d'Ozuna, elle atteint également la première place en Espagne, c'est la deuxième fois que Ozuna se classe premier dans le classement espagnol après Criminal et le premier de Manuel Turizo. "Vaina Loca" se classe également 63e en Suisse.
Aux États-Unis, "Vaina Loca" se classe 94e du Billboard Hot 100 ce qui en fait le premier de Manuel Turizo. Elle se classe également quatrième du Billboard Hot Latin Songs et premier du "Latin Airplay" et "Latin Rhytmn Airplay".

## Classements

### Classements hebdomadaires
| Chart (2018)                      | Meilleure position |
| --------------------------------- | ------------------ |
| Argentine (Hot 100)               | 8                  |
| Italie (FIMI)                     | 30                 |
| Porto Rico (Monitor Latino)       | 4                  |
| Espagne (PROMUSICAE)              | 1                  |
| Suisse (Schweizer Hitparade)      | 63                 |
| États-Unis (Hot 100)              | 94                 |
| États-Unis (Hot Latin Songs)      | 4                  |
| États-Unis (Latin Airplay)        | 1                  |
| États-Unis (Latin Rhytmn Airplay) | 1                  |

## Nominations
| Année | Nomination                  | Récompznse                              | Résultat   |
| ----- | --------------------------- | --------------------------------------- | ---------- |
| 2019  | El Premio ASCAP             | Winning Songs                           | Lauréat    |
| 2019  | Latin American Music Awards | Chanson favorite urbaine                | Lauréat    |
| 2019  | Latin VideoClip Awards      | Meilleure vidéo tropicale               | Lauréat    |
| 2019  | Premios Tu Música Urbano    | Chanson Pop urbaine internationale      | Nomination |
| 2019  | Premios Tu Música Urbano    | Collaboration internationale de l'année | Lauréat    |
| 2019  | Premios Tu Música Urbano    | Vidéo internationale de l'année         | Nomination |